# Wayne, Michigan
Wayne este un oraș din comitatul Wayne din statul Michigan, SUA. Populația era de 17.593 de locuitori la recensământul din 2010. Wayne are o lungă istorie în domeniul producției de automobile și transporturi. Ford Motor Company are în prezent două fabrici în Wayne: Wayne Stamping & Assembly și Michigan Assembly Plant, cunoscută anterior ca Michigan Truck Plant.